# Ряжське
Ря́жське (каз. Ряжский) — село у складі Узункольського району Костанайської області Казахстану. Адміністративний центр Ряжського сільського округу.
Населення — 602 особи (2021; 870 у 2009, 922 у 1999, 1271 у 1989).